# Stanovice (district de Karlovy Vary)
Pour les articles homonymes, voir Stanovice.
Stanovice (en allemand : Donawitz) est une commune du district et de la région de Karlovy Vary, en Tchéquie. Sa population s'élevait à 629 habitants en 2020.

## Géographie
Stanovice se trouve à 8 km au sud de Karlovy Vary et à 113 km à l'est de Prague.
La commune est limitée par Březová et Kolová au nord, par Pila et Bochov à l'est, par Útvina et Bečov nad Teplou au sud et par Krásno, Bečov nad Teplou, Teplička, Horní Slavkov, Cihelny (commune de Karlovy Vary) et Loket à l'ouest.

## Histoire
La première mention écrite du village date de 1358.